# Kinnick Stadium
Kinnick Stadium es un estadio de fútbol americano colegial ubicado en Iowa City, Iowa, fue inaugurado en el año de 1929 , tiene una capacidad para albergar a 70 585 aficionados cómodamente sentados, su equipo local son los Iowa Hawkeyes pertenecientes a la Big Ten Conference de la National Collegiate Athletic Association.